# Topsham (Vermont)
Pour les articles homonymes, voir Topsham.
Topsham est une ville américaine située dans le Comté d'Orange, dans le Vermont. Selon le recensement de 2020, sa population est de 1 199 habitants.